# Äpy
Äpy er et traditionelt finsk humor-magasin relateret til Valborgsaften-festligheder, og det ældste af sin slags i Finland. Äpy udgives af de studerende på Helsinki Teknologisk Universitet.
Selvom bladet nu er relateret til Valborgsaften, blev det først udgivet til jul i 1948-
| Anime eller manga | Spire Denne artikel om medie og kommunikation er en spire som bør udbygges. Du er velkommen til at hjælpe Wikipedia ved at udvide den. |